# طلوع امپراتوری
طلوع امپراتوری (کره‌ای: 제국의 아침; هانجا: 帝國의 아침; لاتین‌نویسی اصلاح‌شده: Jegugui achim یک سریال تلویزیونی تاریخی کره جنوبی است که از ۲ مارس ۲۰۰۲ تا ۲۶ ژانویه ۲۰۰۳ به مدت ۹۴ قسمت، هر آخر هفته ساعت ۲۱:۴۵ (به وقت کره جنوبی) از شبکه KBS1 پخش می‌شد. این دومین سریال تاریخی شبکه KBS پس از سریال تائجو وانگ گون است که در گوریو اتفاق می‌افتد و حول محور سلطنت پادشاهان دوم، سوم و چهارم گوریو، به ویژه پادشاه گوانگ‌جونگ، می‌چرخد.
این سریال که توسط لی هوان-کیونگ نوشته شده بود، اولین سریال کره جنوبی بود که در کره شمالی، به ویژه در پیونگ یانگ و کوه باکدو، فیلمبرداری شد. همچنین از صحنه‌های باز ساخته شده در آندونگ، مونگ‌یونگ و جچئون برای تائجو وانگ گون استفاده شد. این سریال با میانگین بینندگان ۳۱٫۹٪ شروع به کار کرد

## راستینگی‌های تاریخی
برخلاف چوسون، گوریو توسط سیستم پادشاه خارجی و امپراتور داخلی اداره می‌شد. در روزهای اولیه گوریو، تاجو وانگ گان از تونگچئون-گوان استفاده می‌کرد که تاج امپراتوری بود که در آن زمان توسط امپراتور چین پوشیده می‌شد، اما با روی کارآمدن گوانگ جونگ، لباس‌ها و تاج‌های درباری چینی از میان برداشته شد. از سلطنت گوانگ‌جونگ تا سلطنت وون‌جونگ، حکومت خارجی توسط سیستم پادشاه خارجی و امپراتور داخلی اداره می‌شد.

## شخصیت‌ها

### قهرمان
- کیم سانگ جونگ: پادشاه گوانگ جونگ

### شخصیت‌های اصلی
- جئون هی جین: ملکه دِموک هوانگبو
- چوی جه سونگ: پادشاه جئونگ جونگ
- هنگ رینا: ملکه مونگونگ
- کیم مین وو: ولیعهد وانگجو

### شخصیت‌های سلطنتی

#### مربوط به پادشاه تاجو وانگ گان
- لی مون سو: در نقش تائجو وانگ گون (با حضور ویژه، وانگ گون جوان: چوی سو جونگ

- بان هیو جونگ: ملکه جانگ هوا اوه
- جئونگ یئونگ سوک: ملکه سین‌میونگ سان‌سونگ یو
- آن هه سوک: ملکه سینجونگ هوانگبو
- هان بوک هی: بانوی یو از دونگ یانگ وون
- سئو می آئه: لیدی سو گوانگ جو
- جئونگ ته سو: در نقش وانگ ووک
- لی کان هی: پرنسس ناکرانگ
- کو دونگ هیون، پارک جین هیونگ: شاهزاده هیوئون
- کیم کوانگ یونگ: شاهزاده وونیونگ
- چوی سونگ مین: شاهزاده هیوسونگ